# Diocesi di Huehuetenango
La diocesi di Huehuetenango (in latino Dioecesis Gerontopolitana) è una sede della Chiesa cattolica in Guatemala suffraganea dell'arcidiocesi di Los Altos, Quetzaltenango-Totonicapán. Nel 2021 contava 877.870 battezzati su 1.371.676 abitanti. È retta dal vescovo cardinale Álvaro Leonel Ramazzini Imeri.

## Territorio
La diocesi comprende il dipartimento guatemalteco di Huehuetenango.
Sede vescovile è la città di Huehuetenango, dove si trova la cattedrale dell'Immacolata Concezione.
Il territorio è suddiviso in 30 parrocchie.

## Storia
La prelatura territoriale di Huehuetenango fu eretta il 22 luglio 1961 con la bolla Laeto auspicio di papa Giovanni XXIII, ricavandone il territorio dalla diocesi di San Marcos. Originariamente era suffraganea dell'arcidiocesi di Santiago di Guatemala.
Il 23 dicembre 1967 la prelatura territoriale è stata elevata a diocesi con la bolla Solet Apostolica di papa Paolo VI.
Il 13 febbraio 1996 è entrata a far parte della provincia ecclesiastica dell'arcidiocesi di Los Altos, Quetzaltenango-Totonicapán.

## Cronotassi dei vescovi
Si omettono i periodi di sede vacante non superiori ai 2 anni o non storicamente accertati.
- Hugo Mark Gerbermann, M.M. † (8 agosto 1961 - 22 luglio 1975 dimesso)
- Victor Hugo Martínez Contreras † (20 settembre 1975 - 4 aprile 1987 nominato vescovo di Quetzaltenango)
- Julio Amílcar Bethancourt Fioravanti † (10 marzo 1988 - 27 aprile 1996 nominato vescovo di Santa Rosa de Lima)
- Rodolfo Francisco Bobadilla Mata, C.M. † (28 settembre 1996 - 14 maggio 2012 ritirato)
- Álvaro Leonel Ramazzini Imeri, dal 14 maggio 2012

## Statistiche
La diocesi nel 2021 su una popolazione di 1.371.676 persone contava 877.870 battezzati, corrispondenti al 64,0% del totale.
| anno | popolazione | popolazione | popolazione | presbiteri | presbiteri | presbiteri | presbiteri                | diaconi | religiosi | religiosi | parrocchie |
| anno | battezzati  | totale      | %           | numero     | secolari   | regolari   | battezzati per presbitero | diaconi | uomini    | donne     | parrocchie |
| ---- | ----------- | ----------- | ----------- | ---------- | ---------- | ---------- | ------------------------- | ------- | --------- | --------- | ---------- |
| 1966 | 300.000     | 310.000     | 96,8        | 38         | 1          | 37         | 7.894                     |         | 13        | 65        | 22         |
| 1970 | 308.000     | 349.352     | 88,2        | 33         | 5          | 28         | 9.333                     |         | 37        | 75        | 20         |
| 1976 | 325.000     | 368.807     | 88,1        | 24         | 6          | 18         | 13.541                    |         | 27        | 59        | 20         |
| 1980 | 351.000     | 397.800     | 88,2        | 27         | 12         | 15         | 13.000                    |         | 25        | 58        | 20         |
| 1990 | 420.000     | 525.000     | 80,0        | 15         | 10         | 5          | 28.000                    |         | 12        | 57        | 19         |
| 1999 | 508.065     | 714.379     | 71,1        | 20         | 18         | 2          | 25.403                    |         | 7         | 57        | 31         |
| 2000 | 524.895     | 731.209     | 71,8        | 20         | 18         | 2          | 26.244                    |         | 6         | 59        | 31         |
| 2001 | 544.091     | 750.405     | 72,5        | 20         | 19         | 1          | 27.204                    |         | 5         | 57        | 31         |
| 2002 | 547.778     | 754.092     | 72,6        | 21         | 20         | 1          | 26.084                    |         | 5         | 50        | 31         |
| 2003 | 565.832     | 772.146     | 73,3        | 22         | 21         | 1          | 25.719                    |         | 5         | 50        | 31         |
| 2004 | 583.390     | 772.146     | 75,6        | 23         | 21         | 2          | 25.364                    |         | 6         | 44        | 31         |
| 2006 | 615.895     | 822.209     | 74,9        | 26         | 24         | 2          | 23.688                    |         | 6         | 44        | 31         |
| 2010 | 690.519     | 896.833     | 77,0        | 27         | 25         | 2          | 25.574                    |         | 6         | 45        | 31         |
| 2013 | 734.015     | 1.005.500   | 73,0        | 24         | 24         |            | 30.583                    | 4       | 5         | 57        | 30         |
| 2016 | 922.900     | 1.265.000   | 73,0        | 29         | 29         |            | 31.824                    |         | 6         | 59        | 30         |
| 2019 | 812.830     | 1.354.700   | 60,0        | 31         | 31         |            | 26.220                    |         | 3         | 72        | 30         |
| 2021 | 877.870     | 1.371.676   | 64,0        | 32         | 31         | 1          | 27.433                    |         | 4         | 72        | 30         |